# فینگال (داکوتای شمالی)
فینگال(به انگلیسی: Fingal) شهری در ایالت داکوتای شمالی کشور ایالات متحده آمریکا است که جمعیت آن در سرشماری سال ۲۰۱۰ میلادی، ۹۷ نفر بوده‌است.